# Pangrapta suffusa
Pangrapta suffusa là một loài bướm đêm trong họ Erebidae.